# Cantone di Castillonnès
Il Cantone di Castillonnès era una divisione amministrativa dell'arrondissement di Villeneuve-sur-Lot.
È stato soppresso a seguito della riforma complessiva dei cantoni del 2014, che è entrata in vigore con le elezioni dipartimentali del 2015.
Comprendeva i comuni di:
- Cahuzac
- Castillonnès
- Cavarc
- Douzains
- Ferrensac
- Lalandusse
- Lougratte
- Montauriol
- Saint-Quentin-du-Dropt
- Sérignac-Péboudou